# Света Ана (Бер, XVIII век)
„Света Ана“ (на гръцки: Αγία Άννα) е възрожденска православна църква в южномакедонския град Бер (Верия), Егейска Македония, Гърция. Храмът е част от енория „Големи Свети Безсребреници“.

## История
Църквата вероятно е издигната в края на XVIII век. В храма не са запазени стенописи от периода на изграждането, но има ценни икони, някои от които от XVII век.